# Maria Helena Rodrigues
Maria Helena Veronese Rodrigues GOMD (Santo Ângelo, 15 de junho de 1949), é uma advogada e política brasileira filiada ao Movimento Democrático Brasileiro (MDB), sendo deputada federal por Roraima até 2019.
Formada em direito pela Universidade Federal de Santa Maria, trocou o Rio Grande do Sul por Roraima ainda na década de 1970.
Ocupou cargos no governo do estado e da capital de Roraima mas só ingressou na política, com sua filiação ao Partido da Social Democracia Brasileira (PSDB) em 1995. Em 1999, trocou o partido tucano pelo Partido Social Trabalhista (PST), pelo qual foi eleita em 2002, deputada federal. Com a incorporação do partido ao Partido Liberal (PL) em 2003, Maria Helena migrou para o Partido do Movimento Democrático Brasileiro (PMDB) e ainda em 2003, para o Partido Popular Socialista (PPS).
Parte da base de sustentação do governo Lula, Maria Helena foi condecorada pelo presidente em novembro de 2005, com a Ordem do Mérito da Defesa no grau de Grande-Oficial. No mesmo ano ingressou no Partido Socialista Brasileiro (PSB), pelo qual foi reeleita em 2006. Como deputada, votou a favor do impeachment de Dilma Rousseff. Em abril de 2017, foi favorável à reforma trabalhista do governo. Em agosto de 2017, votou contra o processo em que se pedia abertura de investigação do presidente Michel Temer, ajudando a arquivar a denúncia do Ministério Público Federal.